# Giuseppe Broggi (calciatore)
Giuseppe Broggi (Milano, 15 marzo 1939) è un ex calciatore italiano, di ruolo attaccante.

## Carriera
Dopo aver giocato in Prima Categoria nell'Ausonia, nella stagione 1957-1958 realizza 20 reti in 29 presenze nel Campionato Interregionale - Seconda Categoria con il Meda; l'anno seguente vince il girone B del Campionato Interregionale con la Solbiatese, con cui realizza 18 reti in 32 presenze. Nella stagione 1959-1960 vince giocando da titolare (34 presenze su altrettante partite disponibili nel campionato) il campionato di Serie D con la maglia del Saronno.
Nella stagione successiva, all'età di 21 anni, fa il suo esordio tra i professionisti, giocando da titolare nel campionato di Serie C con il Fanfulla, con cui realizza 11 reti in 32 presenze; nella stagione 1961-1962 veste invece la maglia del Legnano, con cui mette a segno 13 reti in 28 presenze nella Serie C 1961-1962, risultando essere il miglior marcatore stagionale del club milanese. Gioca con i Lilla anche nelle stagioni 1962-1963, 1963-1964 e 1964-1965, tutte in Serie C, nelle quali gioca stabilmente da titolare (tra il 1962 ed il 1964 gioca tutte e 68 le partite di campionato a cui il club prende parte, ed anche nell'ultima stagione ne gioca 32 su 34) e complessivamente realizza 7 reti in 100 presenze.
Nel 1965 si trasferisce al Novara: con i piemontesi nella stagione 1965-1966 segna un gol in 23 presenze nel campionato di Serie B; resta in squadra anche nella stagione 1966-1967 e nella stagione 1967-1968, entrambe in Serie B, nelle quali gioca 21 partite ciascuna, arrivando quindi ad un bilancio totale di 65 presenze e 3 reti in carriera nella serie cadetta. Nei successivi 5 anni gioca poi in Serie D: prima trascorre 2 anni al Vigevano e poi altri 3 anni con l'Ivrea; ad eccezione dell'ultima stagione con i piemontesi (4 presenze nella Serie D 1972-1973, l'ultimo campionato a cui prende parte in carriera), anche in questo quinquennio gioca regolarmente da titolare (mai meno di 26 presenze a stagione in ciascuna delle rimanenti 4 stagioni).

## Palmarès

### Club

#### Competizioni nazionali
- Serie D: 1

Saronno: 1959-1960 (girone B)
- Campionato Interregionale: 1

Solbiatese: 1958-1959 (girone B)